# FC Veterans d’Andorra
Az FC Veterans d’Andorra vagy FC Andorra Veterans andorrai labdarúgócsapat volt, amelyet a spanyol ligarendszerben szereplő FC Andorra visszavonulás előtt álló játékosai hoztak létre. Székhelye Andorra la Vellában volt.
A klub mindössze három idényig szerepelt az andorrai labdarúgó-bajnokságokban, majd 1999-től az FC Andorra öregfiúk csapata lett. Legnagyobb sikerét 1997-ben aratta, mikor az élvonalbeli pontvadászat második helyén zárt.

## Sikerei
- Andorrai labdarúgó-bajnokság (Primera Divisió)
  - Ezüstérmes (1 alkalommal): 1997

## Eredményei

### Bajnoki múlt
A Veterans d’Andorra helyezései az andorrai labdarúgó-bajnokság élvonalában.
| Idény   | Helyezés |
| ------- | -------- |
| 1996–97 | 2. hely  |
| 1997–98 | 10. hely |

## Külső hivatkozások
- Adatlapja Archiválva 2016. március 4-i dátummal a Wayback Machine-ben a foot.dk-n (dánul)